# Heinz Ambühl
Heinrich „Heinz” Ambühl (ur. 15 czerwca 1905 w Zell, zm. 18 września 1992) – szwajcarski strzelec, olimpijczyk, mistrz świata.
Uczestniczył w Letnich Igrzyskach Olimpijskich 1948, podczas których zajął 15. miejsce w pistolecie dowolnym z 50 metrów.
Ambühl jest czterokrotnym medalistą mistrzostw świata – wszystkie medale zdobył w konkurencjach drużynowych w latach 1939–1952. Jedyny tytuł mistrzowski wywalczył w 1939 roku, gdzie wygrał w pistolecie dowolnym z 50 m (skład drużyny: Heinz Ambühl, Ernst Andres, Walter Büchi, Ernst Flückiger, Walter Muster). Był też dwukrotnie drugi (w 1949 roku w pistolecie centralnego zapłonu z 25 m i w 1952 roku w pistolecie dowolnym z 50 m) i raz trzeci (w 1947 roku w pistolecie dowolnym z 50 m). Indywidualnie był m.in. 5. w pistolecie dowolnym z 50 m podczas mistrzostw świata w 1952 roku (uzyskał najlepszy wynik wśród Szwajcarów).

## Wyniki

### Igrzyska olimpijskie
| Igrzyska | Konkurencja            | Wynik                        | Miejsce | Źródło |
| -------- | ---------------------- | ---------------------------- | ------- | ------ |
| IO 1948  | Pistolet dowolny, 50 m | 524 pkt. (86–93–87–84–88–86) | 15      | [ 4 ]  |

### Medale mistrzostw świata
Opracowano na podstawie materiałów źródłowych:
| Mistrzostwa       | Konkurencja                                   | Wynik                                               | Miejsce |
| ----------------- | --------------------------------------------- | --------------------------------------------------- | ------- |
| Lucerna 1939      | Pistolet dowolny, 50 m, drużynowo             | 2675 pkt. (druż.)                                   |         |
| Sztokholm 1947    | Pistolet dowolny, 50 m, drużynowo             | 2631 pkt. (druż.)                                   |         |
| Buenos Aires 1949 | Pistolet centralnego zapłonu, 25 m, drużynowo | 2160 pkt. (druż.)                                   |         |
| Oslo 1952         | Pistolet dowolny, 50 m, drużynowo             | 2698 pkt. (druż.) 551 pkt. ind. (91–92–94–97–88–89) |         |